# بوزیر
بوزیر (به لاتین: Büzeyir) یک منطقه مسکونی در جمهوری آذربایجان است که در شهرستان لریک واقع شده‌است. بوزیر ۴۲۰ نفر جمعیت دارد.